# Livia mexicana
Livia mexicana är en insektsart som beskrevs av Caldwell 1944. Livia mexicana ingår i släktet Livia och familjen rundbladloppor. Inga underarter finns listade i Catalogue of Life.